# ليمانا
ليمانا (بالإنجليزية: Limana)‏ هي بلدية تقع في مقاطعة بلونة في منطقة فنيتة الإيطالية، وتقع على بعد حوالي 70 كيلومتر (43 ميل) شمال البندقية وحوالي 5 كيلومتر (3 ميل) جنوب غرب بلونة، يبلغ عدد سكانها 5027 حسب تعداد 31 ديسمبر 2010، وتبلغ مساحتها 39.2 كيلومتر مربع (15.1 ميل2).